# Белица (община Доброва-Полхов Градец)
Вижте пояснителната страница за други значения на Белица.
Белица (на словенски: Belica) е село в Словения, Средна Словения, община Доброва-Полхов Градец. Според Националната статистическа служба на Република Словения през 2002 г. селото има 43 жители.